# Кьявенна, Паоло
| Открытые астероиды: 15 | Открытые астероиды: 15 |
| --- | ---------------------- |
| (9796) 1996 HW [1] | 19 апреля 1996         |
| 11145 Emanuelli [2] | 29 августа 1997        |
| 15379 Alefranz [2] | 29 августа 1997        |
| (17614) 1995 UT7 [2] | 27 октября 1995        |
| (27900) 1996 RM [3] | 7 сентября 1996        |
| (29424) 1997 BV4 [4] | 29 января 1997         |
| (31254) 1998 DK23 [5] | 27 февраля 1998        |
| (35270) 1996 RL [3] | 7 сентября 1996        |
| (37706) 1996 RN [3] | 8 сентября 1996        |
| (39734) 1996 XG26 [1] | 14 декабря 1996        |
| (55854) 1996 VS1 [5] | 8 ноября 1996          |
| (79382) 1997 GC4 [5] | 8 апреля 1997          |
| (79472) 1998 AX4 [4] | 6 января 1998          |
| (97356) 2000 AY27 [4] | 5 января 2000          |
| (120679) 1997 BW4 [4] | 29 января 1997         |
| 1. совместно с Францеско Манка 2. совместно с Пьеро Сиколи 3. совместно с Вальтер Джульяни 4. совместно с Аугусто Теста 5. совместно с Марко Каванья |                        |

Паоло Кьявенна (итал. Paolo Chiavenna) — это итальянский астроном и первооткрыватель астероидов, который работает в обсерватории Сормано. Он является членом итальянской ассоциации астрономов-любителей GIA (итал. Gruppo Italiano Astrometristi), которые специализируются на поиске малых тел. В период с 1995 по 2000 год совместно с другими итальянскими астрономами им было обнаружено в общей сложности 15 астероидов. В круг задач, решаемых Паоло, входят не только поиск и наблюдение астероидов, но так же и разработка для этих целей программного обеспечения.